# Grootbos
Het Grootbos (ook: Elderenbos) is een natuurgebied dat zich bevindt ten noordoosten van Genoelselderen. Het is een 25 ha groot bos dat vanouds behoorde tot het domein van het Wijnkasteel Genoels-Elderen, waarmee het door een 700 meter lange dreef verbonden is. Dit eiken-haagbeukenbos diende de heren tot jachtterrein. De bronnen in het bos voeden de kasteelvijver. Het bos ligt op een steile helling die naar het noordoosten oploopt tot ongeveer 135 meter hoogte.
Tot de kenmerkende flora behoort: wilde narcis, herfsttijloos en heelkruid. Een probleem is dat het bos geheel door landbouwgeboed wordt omsloten.
In het bos bevindt zich de Gallo-Romeinse grafheuvel Tumulus van Herderen.
In 1978 werd het bos door Vlaamse Gemeenschap aangekocht en sinds 2001 is het toegankelijk voor het publiek als Natuurdomein Grootbos. Er werd een bivakplaats aangelegd voor het overnachten van trekkers.
Het gebied is Europees beschermd als onderdeel van Natura 2000-gebied 'Jekervallei en bovenloop van de Demervallei' (habitatrichtlijngebied BE2200041).